# Coushatta (Louisiana)
Coushatta ist eine Stadt und der Parish Seat von Red River Parish im Norden des US-Bundesstaates Louisiana. Das U.S. Census Bureau hat bei der Volkszählung 2020 eine Einwohnerzahl von 1752 ermittelt.
Die Stadt liegt am Ostufer des Red River. Sie liegt etwa 45 Meilen südlich von Shreveport. 

## Geschichte
Red River Parish und das Red River Valley waren Gebiete, in denen es nach dem Sezessionskrieg zu Unruhen kam. Weiße, paramilitärische Gruppen waren aktiv und verübten Gewalttaten in der Reconstruction-Zeit, speziell in den 1870ern. Im Parish herrschte der Baumwollanbau vor, welcher abhängig war von den versklavten, schwarzen Arbeitern, welche längst die Bevölkerungsmehrheit darstellten. Nach dem Krieg wollten die weißen Pflanzer und Farmer ihre Dominanz über die Bevölkerungsmehrheit wiederherstellen. Die Schwarzen dagegen wollten, nachdem sie ihre Freiheit und die Staatsbürgerschaft erlangt hatten, ihr Leben selbst bestimmen.
Gegründet im Mai 1874 von weißen Bürgerkriegsveteranen, wuchs die White League in den ländlichen Gebieten von Louisiana schnell an. Ziel diese Miliz war es die Republikanische Partei zu vertreiben und die freigelassenen Sklaven ihrer Bürgerrechte und ihres Wahlrechts zu berauben. Die White League ging gewalttätig gegen republikanische Amtsinhaber vor, von denen einige ihre Posten aufgaben, während andere getötet wurden. Auch versuchte sie schwarze und weiße Unterstützer der Republikaner von den Wahlurnen fernzuhalten.
Im August 1874 forderte die White League sechs weiße, republikanische Amtsinhaber in Coushatta auf, die Region zu verlassen. Diese wurden anschließend, noch bevor sie die Stadt verlassen konnten, ermordet. Unter den Opfern waren ein Bruder und drei Schwager des republikanischen Staats-Senators Marshall H. Twitchell. Twitchells Frau und ihre Brüder stammten aus einer Familie, welche schon lange in Red River Parish lebte.
Die White League ermordete ebenfalls zwischen fünf und zwanzig Schwarze, welche Zeuge waren. Diese Morde wurden als Massaker von Coushatta bekannt. Das Massaker führte zur Entscheidung des Gouverneurs William Pitt Kellogg mehr Bundestruppen von Präsident Ulysses S. Grant zu fordern, um den Bundesstaat zu befrieden. Einfache Südstaatler schrieben an das Weiße Haus und beschrieben, unter welch schrecklichen Bedingungen und unter welcher Angst sie in diesen Jahren lebten.
Bei einer Zunahme von Betrug, Gewalt und Einschüchterung erlangten die Bourbon-Demokraten bei den Wahlen 1876 eine Mehrheit im Parlament von Louisiana. Sie führten neue Wahlbestimmungen und eine neue Verfassung ein und entzogen so den meisten Schwarzen und vielen armen Weißen das Wahlrecht. So sicherten sich die Demokraten die Herrschaft in Louisiana bis zum Voting Rights Act, welcher die Wahlbeschränkungen aufhob.

## Geographie
Die Stadt hat eine Gesamtfläche von 8,8 km2 (3,4 mi2), davon sind 0,26 km2 (0,1 mi2) Wasserfläche. Dies entspricht einem Anteil von 2,91 %.
Nördlich von Coushatta mündet der Loggy Bayou Strom, dessen Quelle der Lake Bistineau ist, in den Red River.

## Demografie
Nach dem United States Census 2000 lebten in der Stadt 2.299 Menschen in 738 Haushalten und 512 Familien. Die Bevölkerungsdichte lag bei 265 pro km2.
Nach Rassen betrachtet waren 33,19 % der Einwohner Weiße und 65,43 % Schwarze oder Afroamerikaner. 0,09 waren Amerikanische Ureinwohner, 0,13 % Asiaten und 0,04 % pazifische Insulaner. 0,39 % gaben andere Rasse und 0,74 % zwei oder mehr Rassen an. Unabhängig davon waren 1,17 % der Einwohner Hispanics oder Latinos jedweder Rasse.
Von den 738 Haushalten lebten in 38,5 % Kinder unter 18 Jahren. 34,4 % der Haushalte waren von verheirateten Partnern bewohnt und in 31,8 % gab es eine weibliche Hausbesitzerin ohne Ehemann. 30,6 % bestanden aus nicht verheirateten Pärchen. In 27,1 % der Haushalte lebten Singles und in 12,9 % der Haushalte lebte jemand, der 65 Jahre alt oder älter war. Die übliche Haushaltsgröße bestand aus 2,82 Personen, Familien aus 3,48 Personen.
33,3 % der Bevölkerung war jünger als 18, 10,6 % waren zwischen 18 und 24, 22,7 % waren zwischen 25 und 44, 17,8 % zwischen 45 und 64 und 15,5 % der Einwohner waren 65 Jahre alt oder älter. Das Medianalter betrug 30 Jahre. Auf 100 Frauen kamen 78,6 Männer.
Das mittlere Einkommen in der Stadt betrug 15.000 US-Dollar und für Familien 18.958 Dollar. Männer hatten ein Medianeinkommen von 30.938 und Frauen ein Medianeinkommen von 13.833 Dollar. Über 44,6 % Der Familien und 49,7 % der Bevölkerung lebten unter der Armutsgrenze, darunter 64,0 % der unter 18-Jährigen und 19,7 % der Menschen über 65.

## Bildung
Coushatta ist Teil des Red River Parish School District. Zu diesem gehören die Red River Elementary School, die Red River Junior High School und die Red River Senior High School.
Die Riverdale Academy, außerhalb von Coushatta, ist die einzige private K-12-Schule in Red River Parish.

## Nationalgarde
In Coushatta ist der C Troop 2 der 108th Cavalry Squadron der Nationalgarde von Louisiana stationiert. Die Geschichte der Einheit reicht bis zur Confederate Army zurück, wo sie als „the Wildbunch“ bekannt war. Die Einheit war vorher als A Company 1-156 Armor Battalion von 2004 bis 2005 im Irak stationiert, als Teil der 256th Infantry Brigade. Die Einheit war ab 2010 nochmals im Irak stationiert.

## Donald Gray Horton

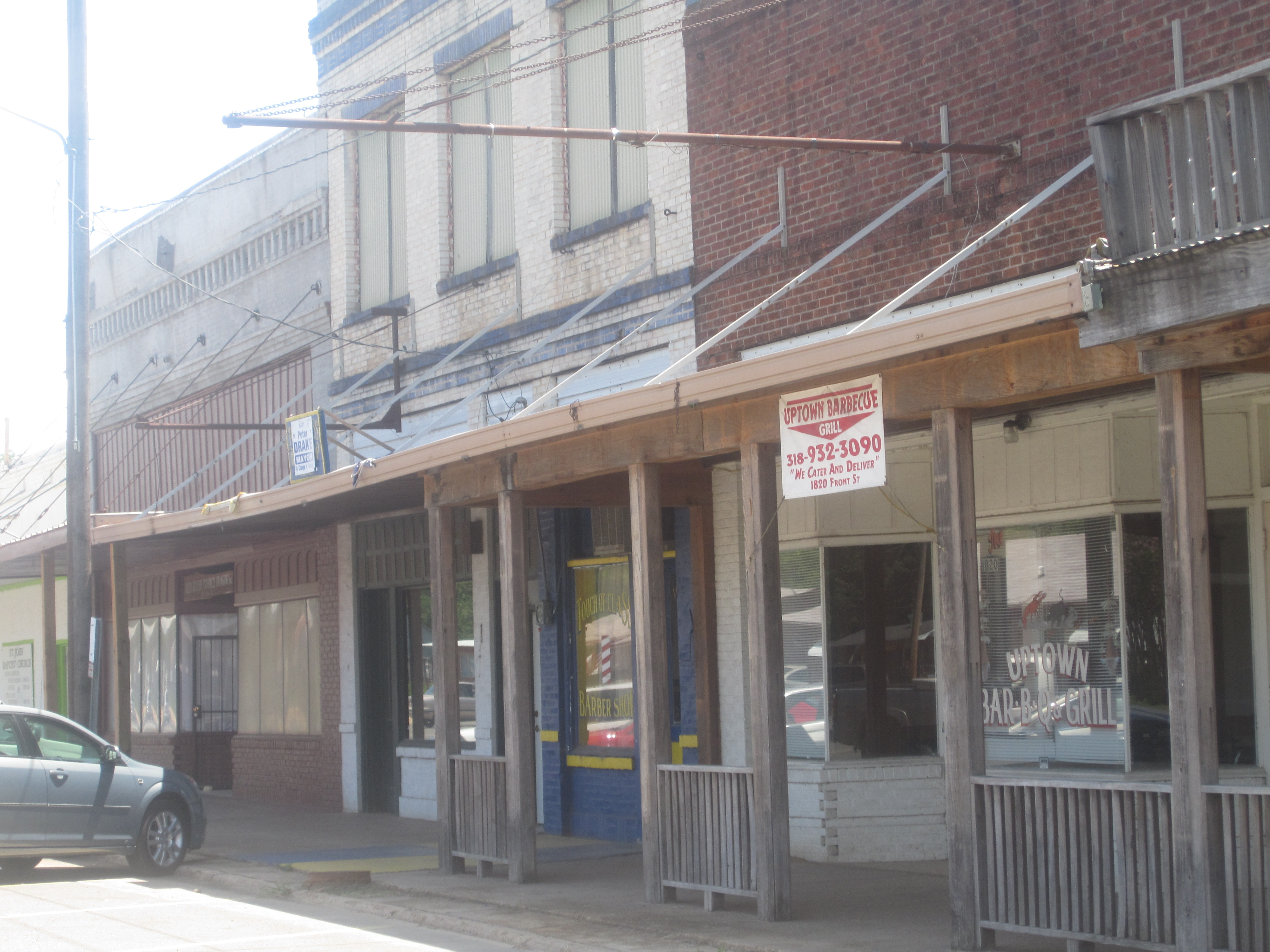
Geschäftsinhaber haben die Innenstadt vielfach verlassen

Während viele Geschäfte die Innenstadt von Coushatta verlassen haben, blieb die Famous Natchitoches Louisiana Meat Pie Company in Coushatta und Natchitoches. Bis zu seinem Tod im Alter von 68 Jahren blieb der Staatsanwalt und Philanthrop Donald Gray Horton (* 1945; † 2013) der Besitzer einer Hälfte des Unternehmens. Horton hielt weiterhin große Anteile an Ducks Unlimited, dem Coushatta Country Club, der Coushatta United Methodist Church und der Riverdale Academy.
Horton war auf der Coushatta High School und der Northwestern State University, er spielte an beiden Einrichtungen American Football. Seine rechtliche Zulassung erwarb er an der Tulane University Law School. Horton war lange Präsident der NSU Athletic Association. Horton war verantwortlich für die Schaffung der John K. Kelly Grand Bayou Wasserstraße in Red River Parish. Er fungierte als Berater der Red River Waterway Commission.
Horton war verheiratet mit Patricia „Pat“ Hayden und hatte zwei Söhne, John und Leland Horton, und drei Enkelkinder. Er liegt auf dem Springville Cemetery begraben.

## Bildergalerie

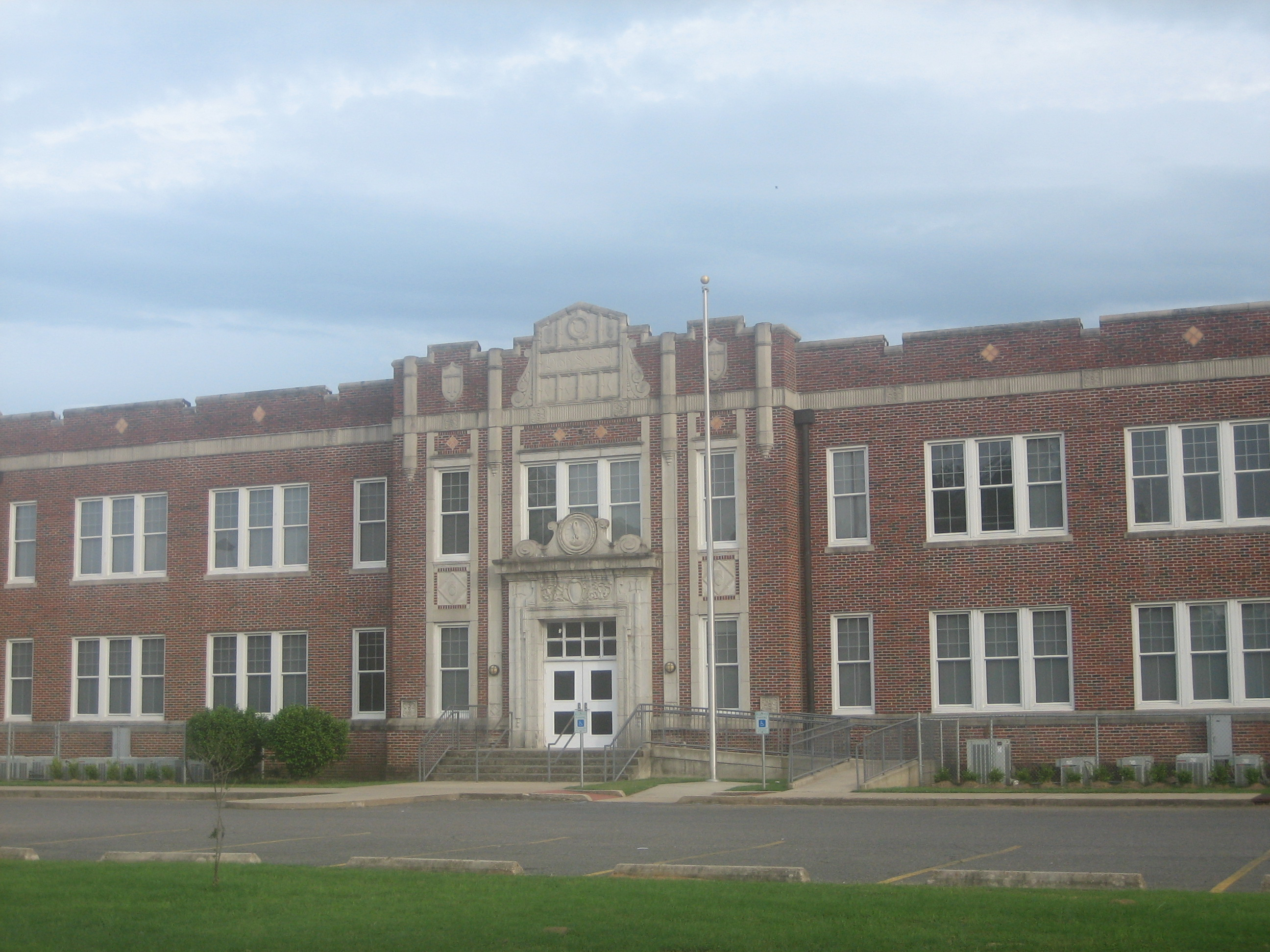
Coushatta High School
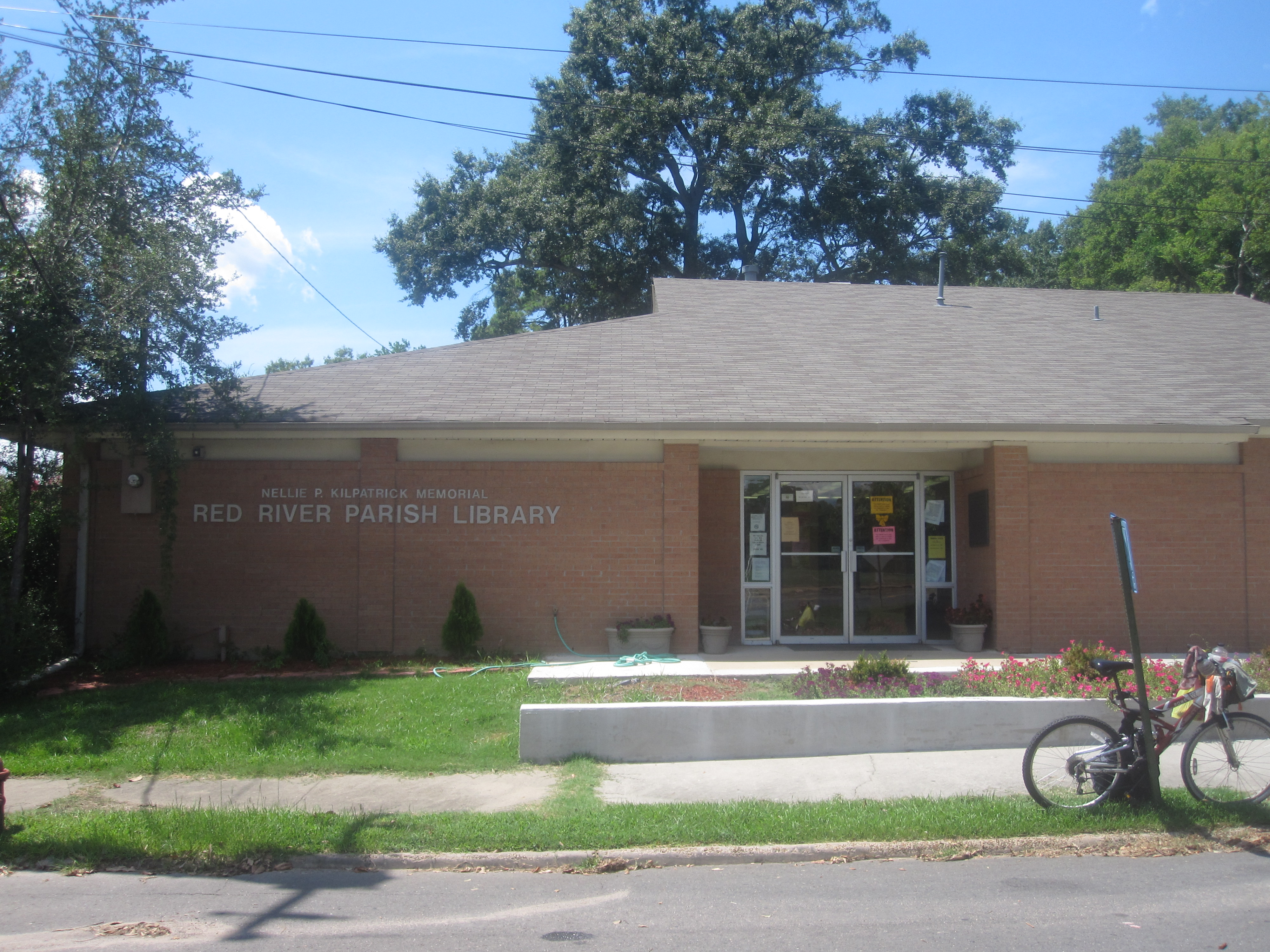
Die Red River Parish Library wurde nach der Geschäftsfrau Nellie Kilpatrick benannt.
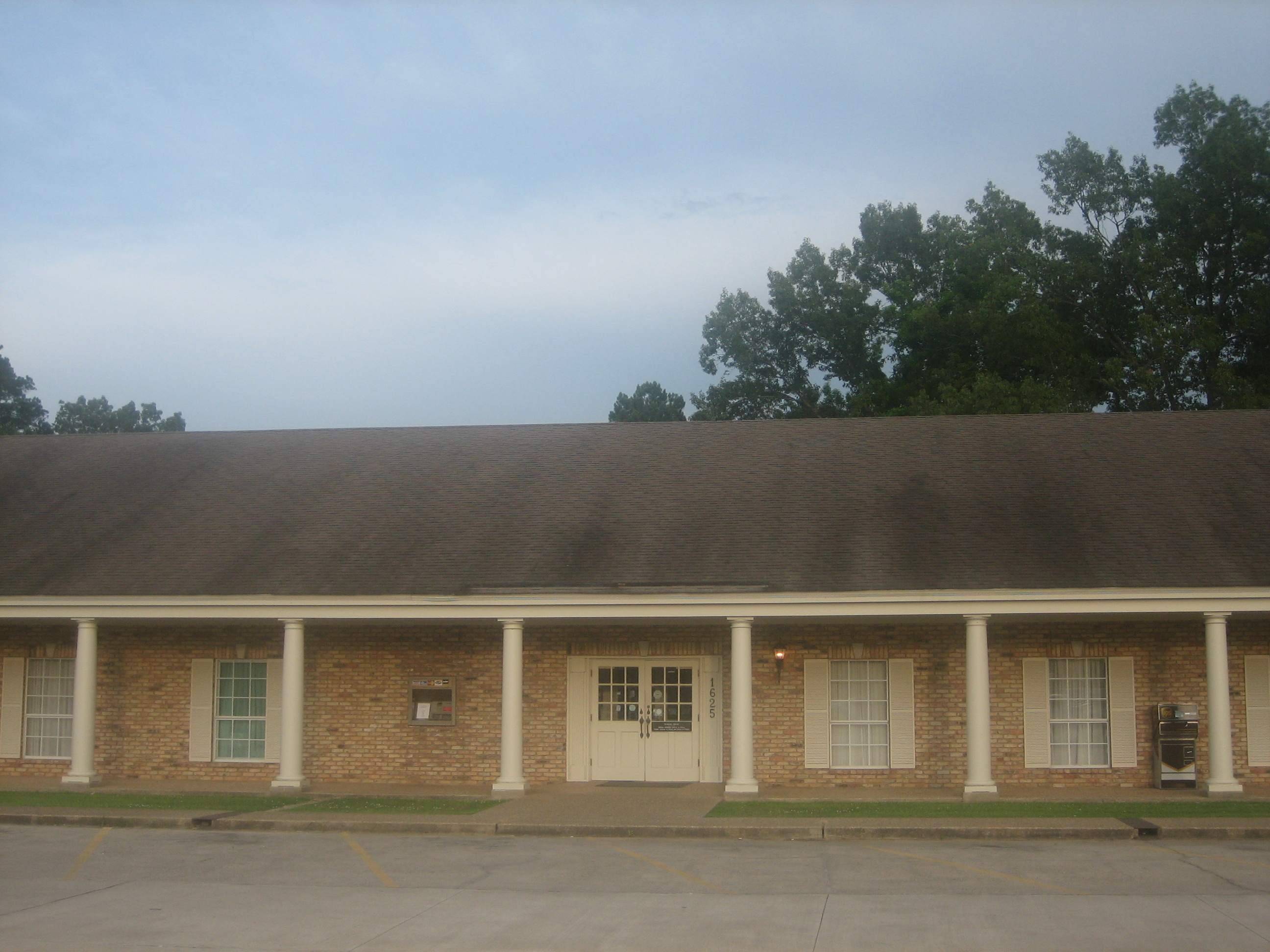
Die American State Bank in Coushatta
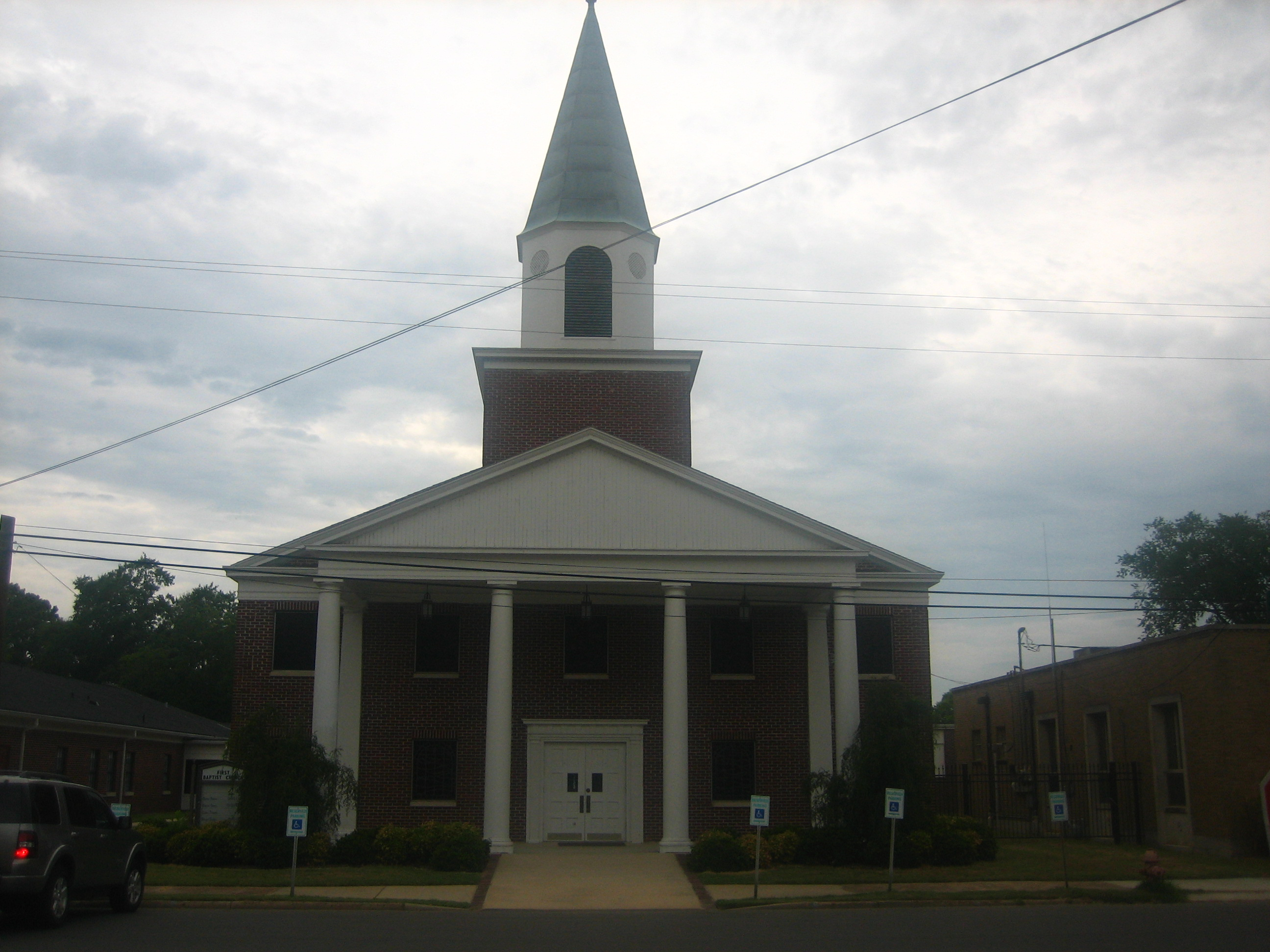
Die First Baptist Church in der Innenstadt
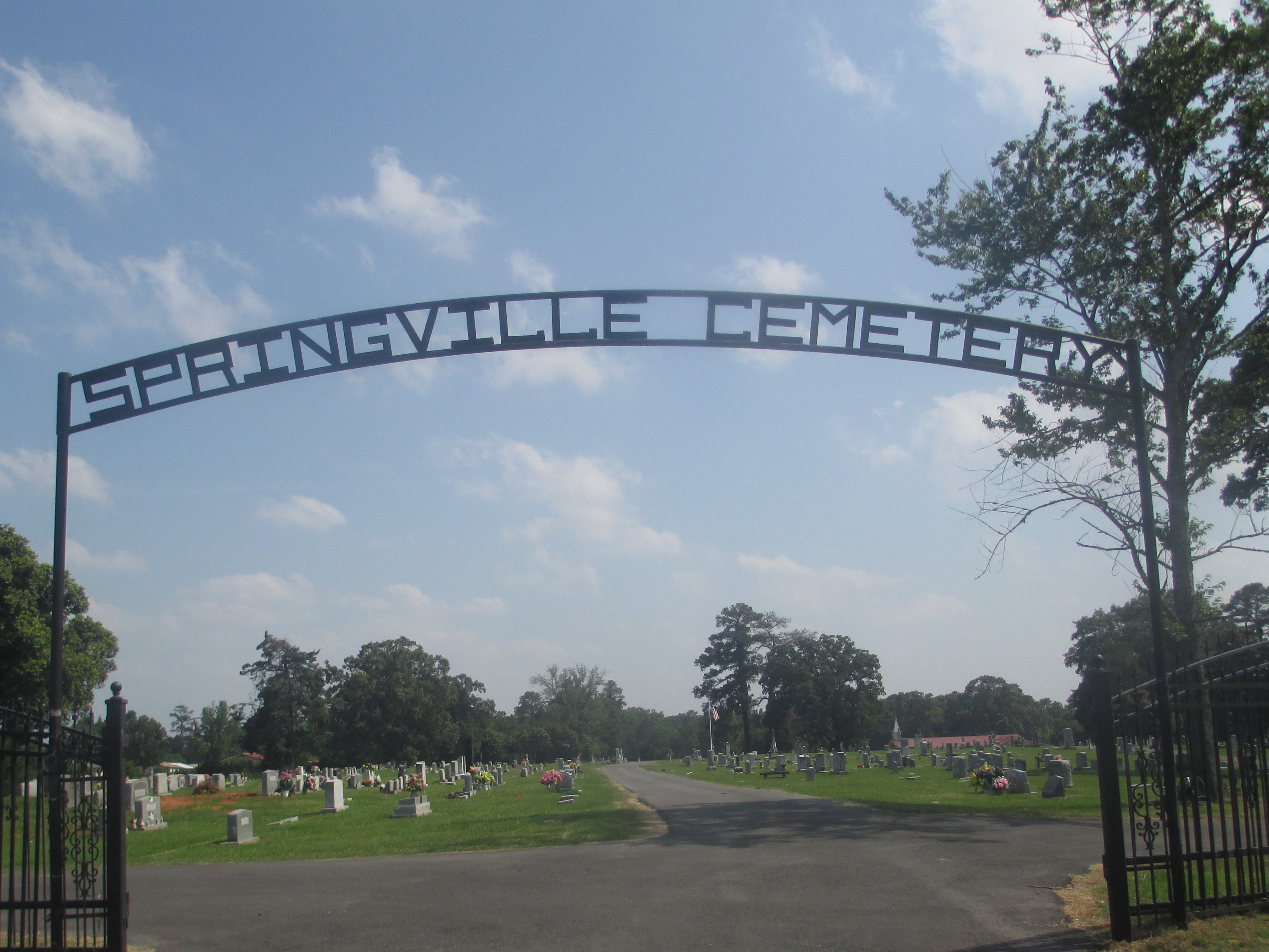
Der Springville Cemetery

## Bekannte Einwohner
- Joe Adcock (* 30. Oktober 1927 in Coushatta; † 3. Mai 1999 ebenda) war First Baseman der Milwaukee Braves in den 1950ern.
- Douglas Fowler (17. November 1906 in Coushatta; † 29. Januar 1980 in Natchitoches) war von 1952 bis 54 Bürgermeister von Coushatta und von 1959 bis 1980 der Commissioner of Elections von Louisiana.
- Hendrix Marion „Mutt“ Fowler (* 13. Februar 1918 in Coushatta) war Bürgermeister von Coushatta und Mitglied des Repräsentantenhauses von Louisiana von 1972 bis 1986. Er war ein jüngerer Bruder von Douglas Fowler.
- Jerry Marston Fowler (26. April 1940 in Shreveport; † 26. Januar 2009 in Baton Rouge) war der Sohn von Douglas Fowler und Commissioner of Elections von 1980 bis 2000.
- Andrew R. Johnson (8. September 1856 in Dadeville; † 16. Juni 1933) war von 1916 bis 1924 Mitglied des Senats von Louisiana. Sein Grab befindet sich in Coushatta.
- Vickie Johnson (* 15. April 1972 in Coushatta) ist eine ehemalige Basketballspielerin der WNBA.
- Donald G. Kelly (* 23. Mai 1941 in Coushatta) ist ein prominenter Anwalt und war Mitglied des Senats von Louisiana von 1976 bis 1996.
- Bennie Logan (* 28. Dezember 1989 in Shreveport) ist NFL-Spieler der Tennessee Titans.[6]
- William Scott Wilkinson (* 5. Februar 1895 in Coushatta; † 19. Juni 1985 in Shreveport) war Mitglied des Repräsentantenhauses von Louisiana von 1920 bis 1924.